# چوکوااومانی
چوکوااومانی (به مجاری:  Csokvaomány) یک منطقهٔ مسکونی در مجارستان است که در ناحیه اوزد واقع شده‌است. چوکوااومانی ۱۵٫۰۱ کیلومتر مربع مساحت و ۸۸۰ نفر جمعیت دارد.